# C/2015 M3 (PANSTARRS)
C/2015 M3 (PANSTARRS) — одна з довгоперіодичних параболічних комет. Ця комета була відкрита 29 червня 2015 року; блиск на час відкриття: 20.1m. Комета відкрита за допомогою 1.8 м телескопа системи Річі-Кретьєна + ПЗЗ, спостерігачі: B. Gibson, T. Goggia, N. Primak, A. Schultz, M. Willman, вимірювачі: K. Chambers, S. Chastel, L. Denneau, H. Flewelling, M. Huber, E. Lilly, E. Magnier, R. Wainscoat, C. Waters, R. Weryk.